# أورورا ماريون
أورورا ماريون هي ممثلة بلجيكية، ولدت في 22 ديسمبر 1985 في أوكَل في بلجيكا.

## وصلات خارجية
- أورورا ماريون على موقع IMDb (الإنجليزية)
- أورورا ماريون على موقع قاعدة بيانات الفيلم (الإنجليزية)